# Анішоара Добре
Анішоара Добре (1 липня 1966) — румунська академічна веслувальниця.
Срібна призерка Олімпійських Ігор 1992 року в складі парної четвірки, бронзова призерка 1988 року в складі парної четвірки.
Чемпіонка світу 1989 року в складі вісімки, срібна призерка 1986 (парні четвірки), 1991 (парні двійки) років, бронзова призерка 1985, 1991 років у складі парної четвірки.